# Ковадло

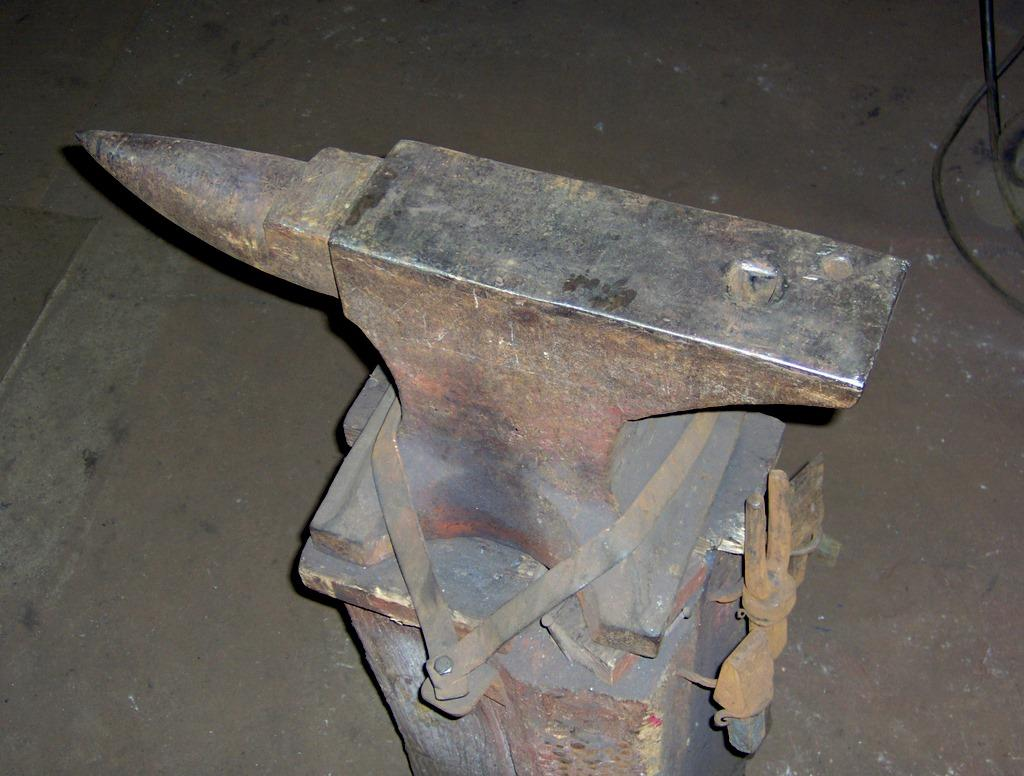
Ковадло на стоянці

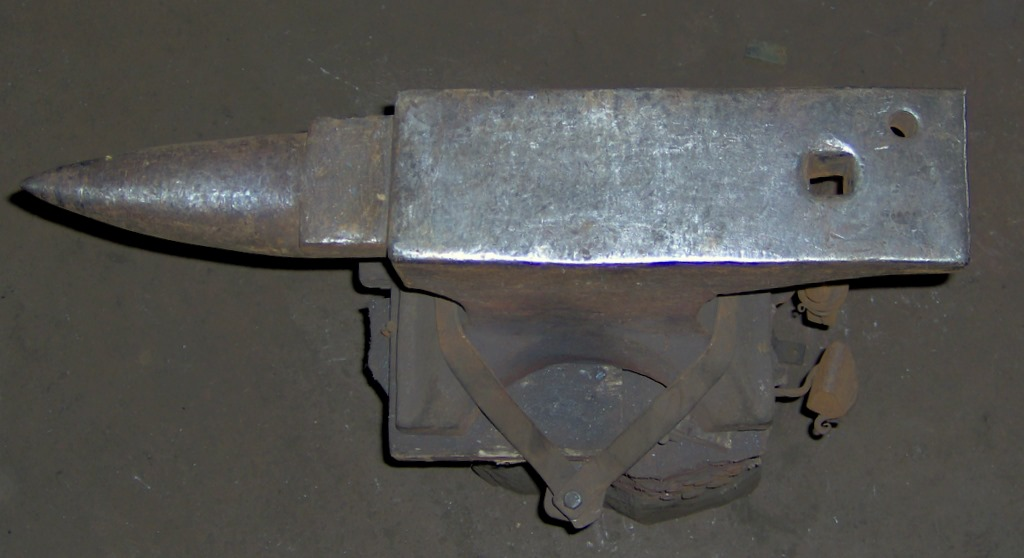
Ковадло

Кова́дло (від пол. kowadło < kować — «кувати») — масивний опорний ковальський інструмент, підставка, для оброблення металів куванням.
За конструкцією розрізняють однорогі, безрогі та дворогі ковадла. Найбільш розповсюдженими є однорогі ковадла. Розміри й маса сучасних ковадел регламентуються стандартами. Різновидом ковадла є шперак — невеличке ковадло.

## Будова
Ковадло складається з таких складових частин:
- Верх — пласка опорна поверхня ковадла, на яку кладуть метал для обробки, основна робоча поверхня ковадла. На верху ковадла розміщуються кілька отворів. Круглі отвори слугують для пробивання отворів у виковках, а квадратний — для розміщення у ньому підкладного інструменту й пристроїв.
- Ріг — виступна загострена частина ковадла, призначена для гнуття заготовок під різноманітними кутами й кування виковків у вигляді кілець.
- Хвостова частина ковадла виготовляється у вигляді виступу з прямими кутами для гнуття заготівок під прямим кутом.
- Стояне́ць — це дерев'яний стовпчик, на який встановлюється ковадло. До нього ковадло прикріплюється за допомогою хомутів.

## Типи ковадел
За СРСР в Україні діяли загальносоюзні ГОСТи на ковадла й їх виготовляли таких типів:
- Безрогі: ГОСТ 11396-75, маса 96-200 кг
- Однорогі: ГОСТ 11397-75, маса 70-210 кг
- Дворогі: ГОСТ 11398-75, маса 100—270 кг
- Однорогі консольні: ГОСТ 11399-75, маса до 95 кг
- Шпераки: ГОСТ 11400-75, маса до 30 кг

ГОСТи вимагають, щоб ковадла були марковані, мали умовні позначення, що відповідають їхнім розмірам, й знак підприємства-виробника.

## Різновиди

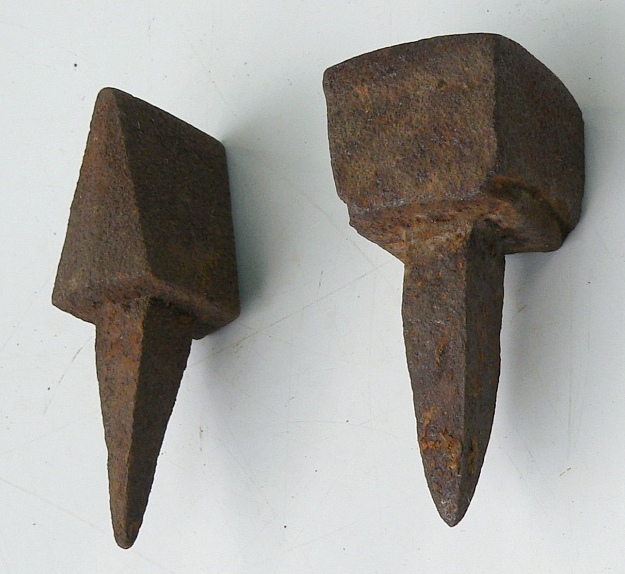
Бабки

- Шперак (заст. на́ковань[2]) — маленьке ковадло, яке може являти собою як окреме невеличке ковадло на власному стоянці, так й ковадло, яке закріплюється у квадратному отворі великого ковадла.
- Бабка — коваделко, на якому здебільшого клепають коси[3]. У Словарі української мови Б. Д. Грінченка розрізняються бабка і коваленка: перша в перерізі має форму ромба, друга — трикутника[4]. Для фіксації бабку вбивають нижньою частиною в дерев'яний чурбак — бабчар[5].